# Hélène Schwaller
 (novembre 2021).
Si vous disposez d'ouvrages ou d'articles de référence ou si vous connaissez des sites web de qualité traitant du thème abordé ici, merci de compléter l'article en donnant les références utiles à sa vérifiabilité et en les liant à la section « Notes et références ».
Pour les articles homonymes, voir Schwaller.
Hélène Schwaller est une actrice française, formée à l'École du Théâtre national de Strasbourg (1984-1987). Elle fait partie de la troupe permanente du Théâtre national de Strasbourg de 2002 à 2005.

## Théâtre

### Comédienne
- 1987 : La Conquête du Pôle Sud de Manfred Karge, mise en scène Philippe van Kessel
- 1988 : Amphitryon de Molière, mise en scène Jacques Lassalle
- 1989 : Le Fidèle de Pierre de Larivey, mise en scène Jean-Marie Villégier
- 1990 : La Bataille de Heiner Müller, mise en scène Philippe van Kessel
- 1990 : Germania. Mort à Berlin de Heiner Müller, mise en scène Philippe van Kessel
- 1991 : La Mère. Vie de la révolutionnaire Pélagie Vlassova de Tver de Bertolt Brecht, mise en scène Bernard Sobel
- 1993 : La Leçon d'Eugène Ionesco, mise en scène Charles Joris
- 1994-1998 : collaboration avec le Théâtre du Marché aux Grains dirigé par Pierre Diependaele et Louis Ziegler (Jacobi et Leidenthal, Dans la Jungles des villes, La Chance de sa vie, Le Café Goldoni-Fassbinder)
- 1999 : L'Adulateur de Carlo Goldoni, mise en scène Jean-Claude Berutti, Théâtre du Peuple
- 2000 : Dr Contades Mensch, d'après Germain Muller, mise en scène Bernard Freyd
- 2001 : La Mouette d'Anton Tchekhov, mise en scène Stéphane Braunschweig, Théâtre national de Strasbourg, puis Théâtre national de la Colline
- 2002 : La Famille Schroffenstein de Heinrich von Kleist, mise en scène Stéphane Braunschweig, Théâtre national de Strasbourg
- 2003 : Petits Drames camiques de Pierre Henri Cami, mise en scène Claude Duparfait, Théâtre national de Strasbourg
- 2003 : Nouvelles du Plateau S. d'Oriza Hirata, mise en scène Laurent Gutmann
- 2004 : Le Misanthrope de Molière, mise en scène Stéphane Braunschweig, Théâtre national de Strasbourg, Théâtre des Bouffes du Nord
- 2004 : Titanica de Sébastien Harrisson, mise en scène Claude Duparfait, Théâtre national de Strasbourg, Théâtre de la Commune
- 2005 : Brand d'Henrik Ibsen, mise en scène Stéphane Braunschweig, Théâtre national de Strasbourg, Théâtre du Nord, Théâtre national de la Colline
- 2006 : Vêtir ceux qui sont nus de Luigi Pirandello, mise en scène Stéphane Braunschweig, Théâtre national de la Colline
- 2006 : L'enfant rêve de Hanoch Levin, mise en scène Stéphane Braunschweig, Théâtre national de la Colline
- 2007 : Les Trois Sœurs d'Anton Tchekhov, mise en scène Stéphane Braunschweig, Théâtre national de la Colline
- 2009 : Cœur ardent d'Alexandre Ostrovski, mise en scène Christophe Rauck, Théâtre Gérard-Philipe
- 2010 : La Cerisaie d'Anton Tchekhov, mise en scène Julie Brochen, Théâtre national de Strasbourg, Odéon-Théâtre de l'Europe
- 2011 : Dom Juan de Molière , mise en scène Julie Brochen, Théâtre national de Strasbourg
- 2012 : Des arbres à abattre, d'après le roman de Thomas Bernhard, mise en scène Claude Duparfait et Célie Pauthe, Théâtre national de la Colline
- 2012 : Les Serments indiscrets de Marivaux, mise en scène Christophe Rauck, Théâtre Gérard-Philipe, tournée
- 2013 : Des arbres à abattre, d'après le roman de Thomas Bernhard, mise en scène Claude Duparfait et Célie Pauthe, Théâtre national de la Colline
- 2015 : Muses, une proposition d’Hélène Schwaller d’après les textes de James Joyce et Hakim Mouhous, dessins de Hakim Mouhous, Théâtre national de Strasbourg
- 2016 : Tailleur pour dames de Georges Feydeau, mise en scène Cédric Gourmelon, Théâtre de Sartrouville et des Yvelines, tournée
- 2016 : Muses, une proposition d’Hélène Schwaller d’après les textes de James Joyce et Hakim Mouhous, dessins de Hakim Mouhous, Centre Dramatique National Besançon Franche-Comté

### Opéra

#### Chanteuse
- 2007 : Wiener Blut de Johann Strauss, mise en scène Jean-Claude Berutti

## Filmographie
- 1991 : Un été alsacien, de Maurice Frydland
- 1996 : Les Alsaciens ou les Deux Mathilde, de Michel Favart
- 1999 : La Secrétaire du Père Noël de Dagmar Damek
- 2008 : Un vrai papa Noël, de José Pinheiro
- 2009 : Bambou, de Didier Bourdon
- 2009 : Julie Lescaut (épisode Fragiles) de Jean-Michel Fages
- 2010 : Les Invincibles, de Jean-François Rivard
- 2010 : Les Faux-monnayeurs, de Benoît Jacquot
- 2011 : À la longue, de Sylvain Pioutaz
- 2014 : Vie sauvage, de Cédric Kahn
- 2015 : Journal d'une femme de chambre (film, 2015), de Benoît Jacquot
- 2019 : Un si grand soleil